# Macromitrium adelphinum
Macromitrium adelphinum är en bladmossart som beskrevs av Cardot in Grandidier 1915. Macromitrium adelphinum ingår i släktet Macromitrium och familjen Orthotrichaceae. Inga underarter finns listade i Catalogue of Life.